# Roumanie, terre d'amour
Pour plus de détails, voir Fiche technique et Distribution.
Roumanie, terre d'amour est un film franco-roumain réalisé par Camille de Morlhon et sorti en 1931.

## Fiche technique
- Titre : Roumanie, terre d'amour
- Titre original : Romania, tara dragostei
- Réalisation : Camille de Morlhon
- Scénario : Gustave Peytavi de Faugères
- Photographie : Jean Dréville et Maurice Forster
- Son : Jean Dréville
- Musique : Paul Fosse
- Montage : Jean Dréville
- Pays d'origine :  France -  Roumanie
- Production : Gaumont-Franco-Films Aubert - Rador SAR Bucuresti
- Durée : 95 minutes
- Date de sortie : France - 4 septembre 1931

## Distribution
- Renée Passeur : Zanfira
- Raymond Destac : Floréa
- Emma Romano : Ileana
- Suzy Pierson : Elvire Tiano
- Pierre Nay : Radu Oléano
- Michel Daia : Jon
- Maria Oara : une danseuse